# Peter McWilliam
Ne doit pas être confondu avec Peter McWilliams.
Peter McWilliam est un footballeur international puis entraîneur écossais, né le 21 septembre 1879, à Inverness, Highland et mort le 1er octobre 1951. Évoluant au poste de milieu gauche, il est particulièrement connu pour ses saisons comme joueur à Newcastle United et comme entraîneur à Tottenham Hotspur.
Il compte 8 sélections en équipe d'Écosse.

## Biographie

### Carrière en club
Né dans l'Argyll Street à Inverness, Highland, il est le quatrième d'une famille de six enfants. Son père, appelé aussi Peter McWilliam (1851-188?), travaillait comme commis d'épicerie, et sa mère, Jane Neish (1852-1885) était femme au foyer. Sa famille avait préalablement vécu à Forgue (en), dans l'Aberdeenshire avant d'emménager à Inverness. En 1905, alors qu'il jouait à Newcastle United, il épousa Florence Woof (1885-1970), qui était originaire de Redcar, dans le Yorkshire. Après sa retraite, il ira vivre dans cette station balnéaire et y aura 4 enfants. Il est enterré au cimetière voisin de Kirkleatham.
Il commença sa carrière en 1900 en jouant deux saisons pour Inverness Thistle avant de s'engager pour le club anglais de Newcastle United. Il y restera 9 saisons, y jouant 241 matches pour 12 buts inscrits et s'y construisant un riche palmarès : 3 titres de champion et 1 FA Cup (ainsi que 3 finales perdues). Il était surnommé Peter the Great par les supporteurs des Magpies. Il dut mettre un terme à sa carrière après une blessure survenue lors d'un match international le 6 mars 1911 contre le Pays de Galles.
Après sa retraite de joueur, il se reconvertir comme entraîneur à Tottenham Hotspur pour deux passages séparés d'une parenthèse à Middlesbrough. Avec Tottenham Hotspur, il remporta le titre de champion de D2 en 1919-20, puis remporta la FA Cup en 1921 et termina deuxième du championnat en 1921-22. Il quitta Tottenham Hotspur pour Middlesbrough qui lui proposait un salaire, élevé pour l'époque, de 1 500 £ par an.
Après son passage à Middlesbrough, il fut brièvement chef de la cellule de recrutement pour Arsenal avant de repartir pour un deuxième passage à la tête de Tottenham Hotspur. La Seconde Guerre mondiale ayant mis entre parenthèses les compétitions de football en Angleterre, il se retira définitivement du football en 1942.

### Carrière internationale
Peter McWilliam reçoit 8 sélections en faveur de l'équipe d'Écosse. Il joue son premier match le 1er avril 1905, pour une défaite 0-1, au Crystal Palace de Londres, contre l'Angleterre en British Home Championship. Il reçoit sa dernière sélection le 6 mars 1911, pour un match nul 2-2, au Ninian Park de Cardiff, contre le Pays de Galles en British Home Championship. Au cours de ce match, il reçut une blessure qui mit fin à sa carrière de joueur. Il n'inscrit aucun but lors de ses 8 sélections.
Il participe avec l'Écosse aux British Home Championships de 1905, 1906, 1907, 1909, 1910 et 1911.

## Palmarès

### Comme joueur
- Newcastle United :
  - Champion d'Angleterre en 1904-05, 1906-07 et 1908-09
  - Vainqueur de la FA Cup en 1910
  - Vainqueur de la Northern Football League (en) en 1902-03, 1903-04 et 1904-05
  - Finaliste de la FA Cup en 1905, 1906 et 1908
  - Vainqueur du Charity Shield en 1909
  - Vainqueur du Sheriff of London Charity Shield (en) en 1907

### Comme entraîneur
- Tottenham Hotspur :
  - Titre de champion de Division 2 anglaise en 1919-20
  - Vainqueur de la FA Cup en 1921
  - Vainqueur du Charity Shield en 1921
  - Vice-champion d'Angleterre en 1921-22

- Middlesbrough :
  - Titre de champion de Division 2 anglaise en 1928-29